# Euclidische relatie
In de wiskunde is een euclidische relatie of euclidiciteit een tweeplaatsige relatie die voldoet aan een gewijzigde vorm van transitiviteit en die een formalisering inhoudt van de relatie die door Euclides is beschreven in het eerste axioma van De  Elementen: 'Wat aan hetzelfde gelijk is, is ook aan elkaar gelijk.' 

## Definitie
Een tweeplaatsige relatie {\displaystyle R} op een verzameling {\displaystyle X} heet euclidisch, ook wel rechts euclidisch, als voor alle {\displaystyle a,b,c\in X} geldt: als {\displaystyle aRb} en {\displaystyle aRc}, dan is ook {\displaystyle bRc}. Met woorden:
Als {\displaystyle a} in relatie staat tot {\displaystyle b} en ook tot {\displaystyle c}, dan staat {\displaystyle b} in relatie tot {\displaystyle c}.
Op dezelfde wijze heet de tweeplaatsige relatie {\displaystyle R} op {\displaystyle X} links euclidisch, als voor alle {\displaystyle a,b,c\in X} geldt: als {\displaystyle bRa} en {\displaystyle cRa}, dan is ook {\displaystyle bRc}. 

## Eigenschappen
Als uit {\displaystyle aRb} en {\displaystyle aRc} volgt in een rechts euclidische relatie, dat ook {\displaystyle bRc}, volgt daar dus ook uit dat {\displaystyle cRb}. Hetzelfde geldt ook voor een links euclidische relatie: {\displaystyle bRa} en {\displaystyle cRa}, dan ook {\displaystyle bRc} en {\displaystyle cRb}.
De eigenschap euclidisch verschilt van de eigenschap transitief. Er bestaan euclidische relaties die niet transitief zijn en andersom bestaan er ook transitieve relaties die niet euclidisch zijn. Voor symmetrische relaties komen euclidiciteit en transitiviteit echter overeen, hoewel er ook niet-symmetrische relaties zijn die zowel transitief als euclidisch zijn.
Een relatie die euclidisch en reflexief is, is ook symmetrisch en is daarom een equivalentierelatie.